# Drosopigí (Flórina)
Drosopigí, en grec moderne : Δροσοπηγή, auparavant appelé Belkaméni (Μπελκαμένη), est un village du dème de Flórina, district régional de Flórina, en Macédoine-Occidentale, Grèce. 
Selon le recensement de 2011, la population du village compte 239 habitants.